# Selección de baloncesto de Italia
La selección de baloncesto de Italia (en italiano: Nazionale di pallacanestro dell'Italia) es el equipo formado por jugadores de nacionalidad italiana que representa a la Federación Italiana de Baloncesto en las competiciones internacionales organizadas por la Federación Internacional de Baloncesto (FIBA) o el Comité Olímpico Internacional (COI): los Juegos Olímpicos, la Copa Mundial de Baloncesto y el EuroBasket.
Italia se ha clasificado para 38 torneos EuroBasket, ganando dos medallas de oro (1983, 1999), cuatro medallas de plata (1937, 1946, 1991, 1997) y cuatro medallas de bronce (1971, 1975, 1985, 2003) como logros. Si bien Italia ha realizado diez viajes a la Copa del Mundo, lo más cerca que estuvo de ganar una medalla fue en 1970 y 1978, donde terminó cuarto. En 13 intentos en los Juegos Olímpicos, Italia obtuvo dos medallas de plata, en 1980 y 2004.
Actualmente, Italia ocupa el puesto 14 en el Ranking Mundial FIBA.

## Historia

### Los primeros años (1926-1939)
El primer partido de la selección italiana de baloncesto se jugó el 4 de abril de 1926 en Milán y terminó con una victoria sobre Francia por 23-17. La primera participación de Italia en los Juegos Olímpicos fue en los Juegos Olímpicos 1936 en Berlín, quedando séptimo entre veintiún equipos. En el EuroBasket de 1937, Italia quedó segunda detrás de Lituania, tras perder sólo un punto en el último partido. La medalla de plata se repitió en el EuroBasket de 1946.

### El difícil período de posguerra (1946-1969)
Tras el final de la Segunda Guerra Mundial, los Azzurri atravesaron tiempos difíciles y no sólo no lograron clasificarse para dos Juegos Olímpicos y tres Campeonatos Mundiales consecutivos, sino que también tuvieron problemas en Europa. Esto también se reflejó a nivel técnico con la alternancia de varios entrenadores en tan sólo unos años. De especial importancia fue la decisión de Italia de no competir en el EuroBasket de 1949, para llorar por las víctimas del desastre aéreo de Superga. Era la primera vez que la plantilla se perdía un EuroBasket.
En 1957, cuando Nello Paratore asumió el puesto de entrenador en jefe (que ocupó durante 11 años), Italia logró sólo ligeras mejoras con respecto a la década anterior.
En los Juegos Olímpicos de 1960 en Roma, Italia mostró su actuación más impresionante hasta el punto de quedar en cuarto lugar, sólo detrás de Estados Unidos, la Unión Soviética y Brasil. Curiosamente los gastos de organización de los Juegos Olímpicos de Roma provocaron la decisión de no participar en el EuroBasket de 1961.

### La década de Giancarlo Primo (1969-1979)
En 1969, Giancarlo Primo se convirtió en entrenador de Italia, centrando las estrategias de juego en la defensa. Bajo su liderazgo, la selección italiana se fortaleció y se hizo con un lugar entre la élite mundial. Bajo Primo, los Azzuri ganaron dos medallas de bronce europeas y obtuvieron dos cuartos puestos en la Copa Mundial FIBA. Además, Italia terminó cuarta en los Juegos Olímpicos de 1972, donde perdió el partido por el tercer lugar ante Cuba por sólo un punto.
Entre los jugadores destacados de la selección nacional se encontraban los jóvenes Meneghin, Marzorati, Villalta y Bariviera.

### Los años exitosos de Gamba (1979-1985)
En 1979, Sandro Gamba reemplazó a Primo, lo que llevó a Italia a sus mayores triunfos hasta entonces: una plata en los Juegos Olímpicos de 1980 en Moscú, un oro en el EuroBasket 1983 en Nantes y un bronce en el EuroBasket 1985 en Stuttgart. Como en años anteriores, Meneghin, Marzorati y Villalta fueron las piedras angulares del equipo, complementados por jugadores como Riva y Brunamonti. Este episodio sigue siendo el más exitoso en la historia de la selección italiana hasta el día de hoy.

### La crisis nacional de 1983: Bianchini y leg-a
A estos logros sobresalientes siguió otro período de crisis, primero con el entrenador Valerio Bianchini (reemplazado en 1985), y luego otros seis años de modestos éxitos donde el mayor logro fue la plata en el EuroBasket de 1991 en Roma, que estaba llamado a acabar con Ettore Messina, quien asumió el cargo en 1992. Ese mismo año, Enrico Vinci dejó el cargo de presidente de la Federación Italiana de Baloncesto después de 16 años. El lugar pasó a manos de Giovanni Petrucci.

### La era Messina-Tanjević (1992-2001)
Ettore Messina se convirtió en entrenador de Italia en 1992 y ganó una medalla de plata en el EuroBasket de 1997 en Barcelona. Esta medalla fue el principal logro del entrenador Messina, que estuvo al servicio del equipo durante cinco años. Sin embargo, no logró clasificarse para los Juegos Olímpicos ni para la Copa del Mundo. En el Mundial de Atenas 1998 se sufrió una gran decepción, cuando un equipo con Fučka, Myers y Meneghin aspiraba al podio, pero sólo acabó sexto.
Bogdan Tanjević reemplazó a Messina y llevó a Italia al triunfo en el EuroBasket de 1999, la primera medalla de oro en 16 años. La segunda medalla de oro en un EuroBasket llegó tras vencer a España en el partido final. Después de un noveno puesto en el EuroBasket 2001, celebrado en Turquía, Carlo Recalcati fue llamado para sustituir a Tanjević. Recalcati pudo contar con los mejores talentos italianos Gregor Fučka y Carlton Myers, así como con valiosos colaboradores como Basile, Abbio y Chiacig.

### La era Recalcati (2001-2009)
En el EuroBasket de 2003, Italia mostró una buena actuación y derrotó a Alemania y Grecia, pero luego fue eliminada por España en las semifinales. La victoria contra Francia en el partido por la medalla de bronce garantizó la clasificación del equipo para los Juegos Olímpicos de 2004 en Atenas. Italia ganó una medalla de plata en ese evento y sólo fue detenida en el juego final por Argentina. Lo más importante es que esta plata parecía valer mucho más que la de los Juegos Olímpicos de 1980 en Moscú, donde varios equipos importantes, incluidos Estados Unidos y Canadá, estuvieron ausentes por un boicot.
Desde entonces, los Azzurri experimentaron años de escasa satisfacción: después de los Juegos Olímpicos en Grecia, el equipo logró tres novenos puestos, dos en el EuroBasket y uno en la Copa del Mundo de 2006. Posteriormente, el equipo no logró clasificarse para los Juegos Olímpicos de Pekín 2008, el EuroBasket 2009 y el Mundial de 2010.
A pesar de la creciente internacionalización de la NBA (especialmente hacia los jugadores europeos) y una presencia constante de jugadores italianos (incluido el histórico primer seleccionado Andrea Bargnani del draft de la NBA de 2006), la selección nacional tuvo un mal desempeño en estos años. Las razones de este fenómeno son simples: la baja contribución de los atletas de la NBA, el envejecimiento de los bases (Massimo Bulleri y Gianluca Basile, que fueron los más destacados de Atenas ya en la treintena) y la falta de talento joven. La razón de la aparente falta de talento fue la dificultad que tenían los talentos italianos en los campeonatos nacionales de la Serie A. Allí se enfrentaron a una fuerte competencia, especialmente de jugadores americanos y europeos. No es casualidad que el equipo que dominó absolutamente en los últimos años, el Montepaschi Siena, rara vez tuviera italianos en el once inicial.
Durante estos años, la Serie A pasó por algunos cambios a nivel de altos ejecutivos. Fausto Maifredi (en el cargo desde 1999) se fue y el primer comisionado de la Federación, Dino Meneghin, cambió las reglas al ordenar que el comisionado fuera también el presidente de la liga.
Mientras tanto, Italia no logró clasificarse para el EuroBasket 2009, por primera vez desde 1961. Curiosamente, 2009 es el primer año en el que los Azzurri no lograron clasificarse por motivos deportivos. Ambas ausencias (1949 y 1961) se debieron a motivos extradeportivos. Tras la decepción, el cuerpo técnico de Recalcati abandonó el club y fue sustituido por Simone Pianigiani. Pianigiani entrenó tanto a la selección nacional como al Mens Sana Basket, que durante años dominó la Serie A.

### Entrenador Pianigiani (2009-2015)
El equipo del entrenador Pianigiani pudo clasificarse para el EuroBasket 2011 gracias a la decisión de la FIBA de ampliar el torneo.
Posteriormente, el entrenador Pianigiani pudo asegurarle a Italia un lugar en el EuroBasket 2015.

### Ettore Messina, el regreso (2015-2017)
Desde el 5 de noviembre de 2015, Ettore Messina volvió a ser entrenador en jefe de la selección italiana simultáneamente con su nombramiento como entrenador asistente del club de la NBA San Antonio Spurs.
El 9 de julio de 2016, Italia fue derrotada por Croacia en la final del Torneo Preolímpico FIBA en Turín, fracasando en la clasificación para los Juegos Olímpicos de Río de Janeiro.
Previo al EuroBasket 2017, Ettore Messina anunció que dejaría el banquillo de la selección de Italia tras el torneo.
En el EuroBasket 2017, el entrenador Messina y sus jugadores consiguieron asegurar el tercer puesto del Grupo B de la fase preliminar y fijar la fecha de octavos de final contra Finlandia. Allí alcanzaron los cuartos de final, tras una actuación suprema de Marco Belinelli para liderar a los Azzurri. Sin embargo, Italia caería contra Serbia 83–67, sin poder preparar un choque de semifinales contra Rusia.

### Era Romeo Sacchetti (2017-2022)
Italia nombró a Romeo Sacchetti nuevo entrenador de la selección nacional tras el EuroBasket 2017. Sacchetti, quien también fue entrenador del Vanoli Cremona, comenzó su nuevo trabajo durante las eliminatorias para la Copa Mundial FIBA 2019.

### Era de Gianmarco Pozzecco (2022-presente)
Gianmarco Pozzecco asumió el cargo en 2022 y dirigió al equipo hasta el EuroBasket 2022, coorganizado por Italia. Después de un récord de 3-2 en el Grupo C de la ronda preliminar, Italia derrotó a la favorecida Serbia en los octavos de final. A pesar de los 29 puntos del actual MVP de la NBA, Nikola Jokić, y de la expulsión del entrenador Pozzecco, Italia logró ganar el partido después de la prórroga. El partido fue considerado como una de las mayores sorpresas en la historia del EuroBasket, y el entrenador Pozzecco proclamó el partido como "probablemente el mejor partido en la historia del baloncesto italiano". En cuartos de final, Italia perdió tras la prórroga ante Francia.

## Plantilla
- Lista de jugadores convocados que disputaron la Copa Mundial de Baloncesto de 2023.[12]

| Italia                         | Italia            | Italia | Italia | Italia | Italia          |
| Num                            | Jugador           | Pos    | Altura | Edad   | Equipo          |
| ------------------------------ | ----------------- | ------ | ------ | ------ | --------------- |
| 0                              | Marco Spissu      | B      | 1,84 m | 28     | Reyer Venezia   |
| 7                              | Stefano Tonut     | E      | 1,96 m | 29     | Olimpia Milano  |
| 9                              | Nicolò Melli      | A      | 2,05 m | 32     | Olimpia Milano  |
| 13                             | Simone Fontecchio | A      | 2,01 m | 27     | Utah Jazz       |
| 17                             | Giampaolo Ricci   | AP     | 2,00 m | 31     | Olimpia Milano  |
| 18                             | Matteo Spagnolo   | E      | 1,94 m | 20     | ALBA Berlín     |
| 33                             | Achille Polonara  | A      | 2,05 m | 31     | Virtus Bologna  |
| 35                             | Mouhamet Diouf    | P      | 2,08 m | 21     | Río Breogán     |
| 40                             | Luca Severini     | AP     | 2,04 m | 27     | Derthona Basket |
| 50                             | Gabriele Procida  | A      | 2,00 m | 21     | ALBA Berlín     |
| 54                             | Alessandro Pajola | B      | 1,94 m | 23     | Virtus Bologna  |
| 70                             | Luigi Datome      | A      | 2,03 m | 35     | Olimpia Milano  |
| Entrenador: Gianmarco Pozzecco |                   |        |        |        |                 |

## Partidos

### Próximos encuentros
| Fecha                    | Ciudad        | Competición                | Local        |                         | Resultado |                                    | Visitante            |
| ------------------------ | ------------- | -------------------------- | ------------ | ----------------------- | --------- | ---------------------------------- | -------------------- |
| 24 de agosto de 2022     | Riga          | Clasificación Mundial 2023 | Ucrania      | Bandera de Ucrania      | 89:97     | Bandera de Italia                  | Italia               |
| 27 de agosto de 2022     | Brescia       | Clasificación Mundial 2023 | Italia       | Bandera de Italia       | 91:84     | Bandera de Georgia                 | Georgia              |
| 2 de septiembre de 2022  | Milán         | EuroBasket 2022            | Italia       | Bandera de Italia       | 83:62     | Bandera de Estonia                 | Estonia              |
| 3 de septiembre de 2022  | Milán         | EuroBasket 2022            | Grecia       | Bandera de Grecia       | 85:81     | Bandera de Italia                  | Italia               |
| 5 de septiembre de 2022  | Milán         | EuroBasket 2022            | Ucrania      | Bandera de Ucrania      | 84:73     | Bandera de Italia                  | Italia               |
| 6 de septiembre de 2022  | Milán         | EuroBasket 2022            | Italia       | Bandera de Italia       | 81:76     | Bandera de Croacia                 | Croacia              |
| 8 de septiembre de 2022  | Milán         | EuroBasket 2022            | Gran Bretaña | Bandera del Reino Unido | 56:90     | Bandera de Italia                  | Italia               |
| 11 de septiembre de 2022 | Berlín        | EuroBasket 2022            | Serbia       | Bandera de Serbia       | 86:94     | Bandera de Italia                  | Italia               |
| 14 de septiembre de 2022 | Berlín        | EuroBasket 2022            | Francia      | Bandera de Francia      | 93:85     | Bandera de Italia                  | Italia               |
| 11 de noviembre de 2022  | Pésaro        | Clasificación Mundial 2023 | Italia       | Bandera de Italia       | 84:88     | Bandera de España                  | España               |
| 14 de noviembre de 2022  | Tiflis        | Clasificación Mundial 2023 | Georgia      | Bandera de Georgia      | 84:85     | Bandera de Italia                  | Italia               |
| 23 de febrero de 2023    | Livorno       | Clasificación Mundial 2023 | Italia       | Bandera de Italia       | 85:75     | Bandera de Ucrania                 | Ucrania              |
| 26 de febrero de 2023    | Cáceres       | Clasificación Mundial 2023 | España       | Bandera de España       | 68:72     | Bandera de Italia                  | Italia               |
| 25 de agosto de 2023     | Bocaue        | Copa Mundial 2023          | Angola       | Bandera de Angola       | 67:81     | Bandera de Italia                  | Italia               |
| 27 de agosto de 2023     | Ciudad Quezon | Copa Mundial 2023          | Italia       | Bandera de Italia       | 82:87     | Bandera de la República Dominicana | República Dominicana |
| 29 de agosto de 2023     | Ciudad Quezon | Copa Mundial 2023          | Filipinas    | Bandera de Filipinas    | 83:90     | Bandera de Italia                  | Italia               |
| 1 de septiembre de 2023  | Ciudad Quezon | Copa Mundial 2023          | Serbia       | Bandera de Serbia       | 76:78     | Bandera de Italia                  | Italia               |
| 3 de septiembre de 2023  | Ciudad Quezon | Copa Mundial 2023          | Italia       | Bandera de Italia       | 73:57     | Bandera de Puerto Rico             | Puerto Rico          |
| 5 de septiembre de 2023  | Pasay         | Copa Mundial 2023          | Italia       | Bandera de Italia       | 63:100    | Bandera de Estados Unidos          | Estados Unidos       |
| 7 de septiembre de 2023  | Pasay         | Copa Mundial 2023          | Italia       | Bandera de Italia       | 82:87     | Bandera de Letonia                 | Letonia              |
| 9 de septiembre de 2023  | Pasay         | Copa Mundial 2023          | Italia       | Bandera de Italia       | 85:89     | Bandera de Eslovenia               | Eslovenia            |

## Entrenadores
| - Marco Muggiani: 1926 - Attilio De Filippi: 1935 - Decio Scuri: 1936 - Guido Graziani: 1936–1937 - Decio Scuri: 1939 - Elliott Van Zandt: 1947–1951 - Giancarlo Marinelli: 1952 - Amerigo Penzo: 1952 |  | - Vittorio Tracuzzi: 1952–1953 - Francesco Ferrero: 1954 - Jim McGregor: 1954–1956 - Nello Paratore: 1957–1968 - Giancarlo Primo: 1969–1979 - Sandro Gamba: 1979–1985 - Valerio Bianchini: 1985–1987 - Sandro Gamba: 1987–1992 |  | - Ettore Messina: 1992–1997 - Bogdan Tanjević: 1997–2001 - Carlo Recalcati: 2001–2009 - Simone Pianigiani: 2009–2015 - Ettore Messina: 2015–2017 - Meo Sacchetti: 2017–2022 - Gianmarco Pozzecco: 2022–presente |

## Jugadores destacados
| - Renzo Bariviera - Gianluca Basile - Roberto Brunamonti - Mike D'Antoni |  | - Fabrizio Della Fiori - Gregor Fučka - Walter Magnifico - Denis Marconato |  | - Pierluigi Marzorati - Dino Meneghin - Andrea Meneghin - Carlton Myers | - Gianmarco Pozzecco - Antonello Riva - Renzo Vecchiato - Renato Villalta |

## Plantillas anteriores
- EuroBasket 1935: finalizó 7° de 10 equipos.

Livio Franceschini, Egidio Premiani, Sergio Paganella, Bruno Caracoi, Emilio Giassetti, Giancarlo Marinelli, Gino Basso, Ezio Varisco. Entrenador: Attilio De Filippi
- Juegos Olímpicos 1936: finalizó 7° de 21 equipos.

Livio Franceschini, Emilio Giassetti, Enrico Castelli, Galeazzo Dondi, Giancarlo Marinelli, Sergio Paganella, Egidio Premiani, Gino Basso, Ambrogio Bessi, Adolfo Mazzini, Mario Novelli, Michele Pelliccia, Remo Piana. Entrenador: Decio Scuri
- EuroBasket 1937: finalizó 2°  de 8 equipos.

Livio Franceschini, Ambrogio Bessi, Galeazzo Dondi, Emilio Giassetti, Giancarlo Marinelli, Camillo Marinone, Sergio Paganella, Mino Pasquini, Michele Pelliccia, Ezio Varisco. Entrenador: Guido Graziani
- EuroBasket 1939: finalizó 6° de 8 equipos.

Mino Pasquini, Giancarlo Marinelli, Mario Novelli, Michele Pelliccia, Gelsomino Girotti, Ambrogio Bessi, Giuseppe Bernini, Aldo Tambone, Bruno Renner, Giovanbattista Pellegrini. Entrenador: Decio Scuri
- EuroBasket 1946: finalizó 2°  de 10 equipos.

Cesare Rubini, Giuseppe Stefanini, Sergio Stefanini, Albino Bocciai, Mario Cattarini, Marcello de Nardus, Armando Fagarazzi, Giancarlo Marinelli, Valentino Pellarini, Tullio Pitacco, Venzo Vannini.
- EuroBasket 1947: finalizó 9° de 14 equipos.

Cesare Rubini, Giancarlo Primo, Mario Cattarini, Armando Fagarazzi, Carlo Cerioni, Marcello de Nardus, Sergio Ferriani, Enrico Garbosi, Guido Garlato, Massimo Lucentini, Giovanni Miliani, Valentino Pellarini, Severino Radici, Vittorio Tracuzzi. Entrenador: Elliott van Zandt
- Juegos Olímpicos 1948: finalizó 17° de 23 equipos.

Giancarlo Primo, Sergio Stefanini, Gianfranco Bersani, Vittorio Tracuzzi, Romeo Romanutti, Carlo Cerioni, Giancarlo Marinelli, Renzo Ranuzzi, Luigi Rapini, Federico Marietti, Valentino Pellarini, Giovanni Nesti, Sergio Ferriani, Ezio Mantelli. Entrenador: Elliott van Zandt
- EuroBasket 1951: finalizó 5° de 17 equipos.

Cesare Rubini, Giancarlo Primo, Sergio Stefanini, Gianfranco Bersani, Vittorio Tracuzzi, Dino Zucchi, Romeo Romanutti, Giorgio Bongiovanni, Federico Marietti, Enrico Pagani, Carlo Cerioni, Mario de Carolis, Giuseppe Sforza, Enzo Ferretti. Entrenador: Elliott van Zandt
- Juegos Olímpicos 1952: finalizó 17° de 23 equipos.

Sergio Stefanini, Dino Zucchi, Giorgio Bongiovanni, Federico Marietti, Enrico Pagani, Carlo Cerioni, Achille Canna, Giordano Damiani, Fabio Presca, Renzo Ranuzzi, Luigi Rapini, Sergio Ferriani, Sergio Marelli. Entrenador: Vittorio Tracuzzi
- EuroBasket 1953: finalizó 7° de 17 equipos.

Cesare Rubini, Antonio Zorzi, Carlo Cerioni, Giorgio Bongiovanni, Stelio Posar, Alberto Margheritini, Alessandro Riminucci, Achille Canna, Antonio Calebotta, Nicola Porcelli, Giuseppe Lomazzi, Romano Forastieri, Mario Alesini, Rino di Cera. Entrenador: Vittorio Tracuzzi
- EuroBasket 1955: finalizó 6° de 18 equipos.

Alessandro Gamba, Elvio Bizzaro, Alessandro Riminucci, Adelino Cappelletti, Adelino Costanzo, Giordano Damiani, Germano Gambini, Silvio Lucev, Sergio Macoratti, Alberto Margheritini, Vinicio Nesti, Stelio Posar, Gianfranco Sardagna. Entrenador: Jim McGregor
- EuroBasket 1957: finalizó 10° de 16 equipos.

Paolo Conti, Antonio Costanzo, Alessandro Gamba, Gianni Zagatti, Marcello Motto, Cesare Volpato, Stelio Posar, Rolando Rocchi, Vittorio Pomilio, Sergio Macoratti, Mario Alesini, Giancarlo Sarti. Entrenador: Nello Paratore
- EuroBasket 1959: finalizó 10° de 17 equipos.

Gabriele Vianello, Gianfranco Pieri, Paolo Conti, Cesare Volpato, Silvio Lucev, Enrico de Carli, Mario Alesini, Achille Canna, Antonio Calebotta, Giovanni Gavagnin, Gianfranco Lombardi, Claudio Velluti. Entrenador: Nello Paratore
- Juegos Olímpicos 1960: finalizó 4° de 16 equipos.

Sandro Riminucci, Gabriele Vianello, Gianfranco Pieri, Paolo Vittori, Giovanni Gavagnin, Alessandro Gamba, Augusto Giomo, Gianfranco Lombardi,  Mario Alesini, Achille Canna, Antonio Calebotta, Gianfranco Sardagna. Entrenador: Nello Paratore
- EuroBasket 1963: finalizó 12° de 16 equipos.

Massimo Masini, Paolo Vittori, Sauro Bufalini, Valerio Vatteroni, Antonio Frigerio, Santo Rossi, Massimo Cosmelli, Ettore Zuccheri, Giusto Pellanera, Claudio Velluti, Stefano Albanese, Alfredo Barlucchi. Entrenador: Nello Paratore
- Campeonato Mundial 1963: finalizó 7° de 13 equipos.

Massimo Masini, Sandro Riminucci, Paolo Vittori, Giambattista Cescutti, Gabriele Vianello, Gianfranco Lombardi, Giovanni Gavagnin, Guido Carlo Gatti, Vittorio dal Pozzo, Franco Bertini, Augusto Giomo, Giusto Pellanera. Entrenador: Nello Paratore
- Juegos Olímpicos 1964: finalizó 5° de 16 equipos.

Massimo Masini, Sauro Bufalini, Ottorino Flaborea, Gabriele Vianello, Paolo Vittori, Gianfranco Pieri, Gianfranco Lombardi, Giovanni Gavagnin, Franco Bertini, Gianfranco Sardagna, Augusto Giomo, Giusto Pellanera. Entrenador: Nello Paratore
- EuroBasket 1965: finalizó 4° de 16 equipos.

Massimo Masini, Gabriele Vianello, Ottorino Flaborea, Giambattista Cescutti, Sauro Bufalini, Gianfranco Lombardi, Franco Bertini, Guido Carlo Gatti, Massimo Cosmelli, Sandro Spinetti, Giusto Pellanera. Entrenador: Nello Paratore
- EuroBasket 1967: finalizó 7° de 16 equipos.

Carlo Recalcati, Massimo Masini, Gabriele Vianello, Ottorino Flaborea, Sauro Bufalini, Giulio Iellini, Livio Paschini, Massimo Cosmelli, Gianfranco Fantin, Gianluigi Jessi, Alberto Merlati, Fernando Fattori. Entrenador: Nello Paratore
- Campeonato Mundial 1967: finalizó 9° de 13 equipos.

Sauro Bufalini, Carlo Recalcati, Massimo Villetti, Gianfranco Lombardi, Massimo Cosmelli, Gianfranco Fantin, Enrico Bovone, Giusto Pellanera, Alberto Merlati, Fernando Fattori, Gianluigi Jessi, Giuseppe Rundo. Entrenador: Nello Paratore
- Juegos Olímpicos 1968: finalizó 8° de 16 equipos.

Massimo Masini, Paolo Vittori, Gabriele Vianello, Carlo Recalcati, Ottorino Flaborea, Sauro Bufalini, Massimo Cosmelli, Gianluigi Jessi, Gianfranco Lombardi, Enrico Bovone, Giusto Pellanera, Guido Carlo Gatti. Entrenador: Nello Paratore
- EuroBasket 1969: finalizó 6° de 12 equipos.

Dino Meneghin, Massimo Masini, Carlo Recalcati, Renzo Bariviera, Ivan Bisson, Aldo Ossola, Marino Zanatta, Giuseppe Brumatti, Enrico Bovone, Massimo Cosmelli, Gianluigi Jessi, Paolo Bergonzoni. Entrenador: Giancarlo Primo
- Campeonato Mundial 1970: finalizó 4° de 13 equipos.

Dino Meneghin, Massimo Masini, Renzo Bariviera, Marino Zanatta, Carlo Recalcati, Ivan Bisson, Ottorino Flaborea, Massimo Cosmelli, Edoardo Rusconi, Augusto Giomo, Eligio De Rossi, Antonio Errico. Entrenador: Giancarlo Primo
- EuroBasket 1971: finalizó 3°  de 12 equipos.

Dino Meneghin, Pierluigi Marzorati, Massimo Masini, Ivan Bisson, Renzo Bariviera, Carlo Recalcati, Ottorino Flaborea, Marino Zanatta, Giulio Iellini, Giorgio Giomo, Luigi Serafini, Massimo Cosmelli. Entrenador: Giancarlo Primo
- Juegos Olímpicos 1972: finalizó 4° de 16 equipos.

Dino Meneghin, Pierluigi Marzorati, Massimo Masini, Ivan Bisson, Ottorino Flaborea, Renzo Bariviera, Marino Zanatta, Giuseppe Brumatti, Giorgio Giomo, Mauro Cerioni, Luigi Serafini, Giulio Iellini. Entrenador: Giancarlo Primo
- EuroBasket 1973: finalizó 5° de 12 equipos.

Dino Meneghin, Pierluigi Marzorati, Fabrizio Della Fiori, Renzo Bariviera, Marino Zanatta, Ivan Bisson, Giuseppe Brumatti, Giulio Iellini, Luigi Serafini, Gianni Bertolotti, Mauro Cerioni, Vittorio Ferracini. Entrenador: Giancarlo Primo
- EuroBasket 1975: finalizó 3°  de 12 equipos.

Dino Meneghin, Pierluigi Marzorati, Carlo Recalcati, Fabrizio Della Fiori, Renato Villalta, Ivan Bisson, Renzo Bariviera, Marino Zanatta, Gianni Bertolotti, Giulio Iellini, Lorenzo Carraro, Vittorio Ferracini. Entrenador: Giancarlo Primo
- Juegos Olímpicos 1976: finalizó 5° de 12 equipos.

Dino Meneghin, Pierluigi Marzorati, Carlo Recalcati, Fabrizio Della Fiori, Marino Zanatta, Ivan Bisson, Renzo Bariviera, Giuseppe Brumatti, Gianni Bertolotti, Giulio Iellini, Luigi Serafini, Luciano Vendemini. Entrenador: Giancarlo Primo
- EuroBasket 1977: finalizó 4° de 12 equipos.

Dino Meneghin, Pierluigi Marzorati, Marco Bonamico, Renzo Bariviera, Fabrizio Della Fiori, Lorenzo Carraro, Carlo Caglieris, Gianni Bertolotti, Luigi Serafini, Giulio Iellini, Renzo Vecchiato, Vittorio Ferracini. Entrenador: Giancarlo Primo
- Campeonato Mundial 1978: finalizó 4° de 14 equipos.

Dino Meneghin, Pierluigi Marzorati, Renato Villalta, Marco Bonamico, Fabrizio Della Fiori, Renzo Bariviera, Carlo Caglieris, Gianni Bertolotti, Giulio Iellini, Lorenzo Carraro, Vittorio Ferracini, Renzo Vecchiato. Entrenador: Giancarlo Primo
- EuroBasket 1979: finalizó 5° de 12 equipos.

Dino Meneghin, Roberto Brunamonti, Marco Bonamico, Renato Villalta, Gianni Bertolotti, Carlo Caglieris, Domenico Zampolini, Lorenzo Carraro, Luigi Serafini, Renzo Vecchiato, Enrico Gilardi, Vittorio Ferracini. Entrenador: Giancarlo Primo
- Juegos Olímpicos 1980: finalizó 2°  de 12 equipos.

Dino Meneghin, Pierluigi Marzorati, Roberto Brunamonti, Marco Bonamico, Mike Sylvester, Renato Villalta, Romeo Sacchetti, Enrico Gilardi, Pietro Generali, Fabrizio Della Fiori, Renzo Vecchiato, Marco Solfrini. Entrenador: Sandro Gamba
- EuroBasket 1981: finalizó 5° de 12 equipos.

Dino Meneghin, Pierluigi Marzorati, Roberto Brunamonti, Mike Sylvester, Renato Villalta, Ario Costa, Enrico Gilardi, Domenico Zampolini, Pietro Generali, Renzo Vecchiato, Franco Boselli, Vittorio Ferracini. Entrenador: Sandro Gamba
- EuroBasket 1983: finalizó 1°  de 12 equipos.

Dino Meneghin, Pierluigi Marzorati, Antonello Riva, Roberto Brunamonti, Renato Villalta, Marco Bonamico, Enrico Gilardi, Romeo Sacchetti, Ario Costa, Alberto Tonut, Renzo Vecchiato, Carlo Caglieris. Entrenador: Sandro Gamba
- Juegos Olímpicos 1984: finalizó 5° de 12 equipos.

Walter Magnifico, Dino Meneghin, Antonello Riva, Roberto Brunamonti, Pierluigi Marzorati, Roberto Premier, Marco Bonamico, Romeo Sacchetti, Renato Villalta, Enrico Gilardi, Renzo Vecchiato, Carlo Caglieris. Entrenador: Sandro Gamba
- EuroBasket 1985: finalizó 3°  de 12 equipos.

Walter Magnifico, Roberto Brunamonti, Pierluigi Marzorati, Roberto Premier, Augusto Binelli, Romeo Sacchetti, Ario Costa, Renato Villalta, Enrico Gilardi, Giuseppe Bosa, Renzo Vecchiato, Giampiero Savio. Entrenador: Sandro Gamba
- Campeonato Mundial 1986: finalizó 6° de 24 equipos.

Antonello Riva, Walter Magnifico, Roberto Brunamonti, Pierluigi Marzorati, Roberto Premier, Ario Costa, Renato Villalta, Augusto Binelli, Romeo Sacchetti, Sandro Dell'Agnello, Enrico Gilardi, Fulvio Polesello. Entrenador: Valerio Bianchini
- EuroBasket 1987: finalizó 5° de 12 equipos.

Antonello Riva, Ferdinando Gentile, Walter Magnifico, Roberto Brunamonti, Riccardo Morandotti, Renato Villalta, Ario Costa, Massimo Iacopini, Piero Montecchi, Alberto Tonut, Angelo Gilardi, Flavio Carera. Entrenador: Valerio Bianchini
- EuroBasket 1989: finalizó 4° de 8 equipos.

Mike D'Antoni, Antonello Riva, Walter Magnifico, Roberto Brunamonti, Riccardo Morandotti, Augusto Binelli, Ario Costa, Andrea Gracis, Sandro Dell'Agnello, Massimo Iacopini, Flavio Carera, Giuseppe Bosa. Entrenador: Sandro Gamba
- Campeonato Mundial 1990: finalizó 9° de 16 equipos.

Antonello Riva, Roberto Brunamonti, Riccardo Pittis, Davide Pessina, Alberto Vianini, Sandro Dell'Agnello, Francesco Vescovi, Andrea Niccolai, Alberto Rossini, Davide Cantarello, Giuseppe Bosa, Gustavo Tolotti. Entrenador: Sandro Gamba
- EuroBasket 1991: finalizó 2°  de 8 equipos.

Antonello Riva, Walter Magnifico, Ferdinando Gentile, Stefano Rusconi, Roberto Brunamonti, Riccardo Pittis, Roberto Premier, Andrea Gracis, Ario Costa, Davide Pessina, Sandro Dell'Agnello, Alessandro Fantozzi. Entrenador: Sandro Gamba
- EuroBasket 1993: finalizó 9° de 16 equipos.

Carlton Myers, Ferdinando Gentile, Riccardo Pittis, Stefano Rusconi, Claudio Coldebella, Alessandro Frosini, Massimo Iacopini, Alberto Tonut, Paolo Moretti, Flavio Carera, Giuseppe Bosa, Alberto Rossini. Entrenador: Ettore Messina
- EuroBasket 1995: finalizó 5° de 14 equipos.

Gregor Fučka, Ferdinando Gentile, Walter Magnifico, Riccardo Pittis, Vincenzo Esposito, Stefano Rusconi, Claudio Coldebella, Alessandro Frosini, Alessandro Abbio, Paolo Conti, Flavio Carera, Federico Pieri. Entrenador: Ettore Messina
- EuroBasket 1997: finalizó 2°  de 16 equipos.

Gregor Fučka, Carlton Myers, Riccardo Pittis, Denis Marconato, Giacomo Galanda, Claudio Coldebella, Dan Gay, Alessandro Frosini, Alessandro Abbio, Davide Bonora, Paolo Moretti, Flavio Carera. Entrenador: Ettore Messina
- Campeonato Mundial 1998: finalizó 6° de 16 equipos.

Gregor Fučka, Carlton Myers, Andrea Meneghin, Roberto Chiacig, Giacomo Galanda, Gianmarco Pozzecco, Alessandro Abbio, Alessandro Frosini, Gianluca Basile, Davide Bonora, Alessandro De Pol, Marcelo Damiao. Entrenador: Bogdan Tanjević
- EuroBasket 1999: finalizó 1°  de 16 equipos.

Gregor Fučka, Carlton Myers, Andrea Meneghin, Roberto Chiacig, Denis Marconato, Alessandro Abbio, Alessandro De Pol, Gianluca Basile, Giacomo Galanda, Davide Bonora, Marcelo Damiao, Michele Mian. Entrenador: Bogdan Tanjević
- Juegos Olímpicos 2000: finalizó 5° de 12 equipos.

Gregor Fučka, Carlton Myers, Andrea Meneghin, Denis Marconato, Roberto Chiacig, Giacomo Galanda, Gianluca Basile, Alessandro Abbio, Germán Scarone, Marcelo Damiao, Agostino Li Vecchi, Michele Mian. Entrenador: Bogdan Tanjević
- EuroBasket 2001: finalizó 9° de 16 equipos.

Gregor Fučka, Andrea Meneghin, Roberto Chiacig, Denis Marconato, Gianluca Basile, Giacomo Galanda, Nikola Radulović, Alessandro De Pol, Andrea Pecile, Alex Righetti, Michele Mian, Andrea Camata. Entrenador: Bogdan Tanjević
- EuroBasket 2003: finalizó 3°  de 16 equipos.

Gianluca Basile, Roberto Chiacig, Giacomo Galanda, Denis Marconato, Massimo Bulleri, Nikola Radulović, Alessandro De Pol, Matteo Soragna, Michele Mian, Alex Righetti, Alessandro Cittadini, Davide Lamma. Entrenador: Carlo Recalcati
- Juegos Olímpicos 2004: finalizó 2°  de 12 equipos.

Gianluca Basile, Massimo Bulleri, Roberto Chiacig, Denis Marconato, Giacomo Galanda, Nikola Radulović, Gianmarco Pozzecco, Matteo Soragna, Michele Mian, Alex Righetti, Rodolfo Rombaldoni, Luca Garri. Entrenador: Carlo Recalcati
- EuroBasket 2005: finalizó 10° de 16 equipos.

Gianluca Basile, Denis Marconato, Gianmarco Pozzecco, Giacomo Galanda, Massimo Bulleri, Roberto Chiacig, Stefano Mancinelli, Dante Calabria, Matteo Soragna, Alex Righetti, Marco Mordente, Angelo Gigli. Entrenador: Carlo Recalcati
- Campeonato Mundial 2006: finalizó 9° de 24 equipos.

Gianluca Basile, Denis Marconato, Marco Belinelli, Stefano Mancinelli, Matteo Soragna, Richard Mason Rocca, Andrea Pecile, Marco Mordente, Andrea Michelori, Fabio Di Bella, Luca Garri, Angelo Gigli. Entrenador: Carlo Recalcati
- EuroBasket 2007: finalizó 9° de 16 equipos.

Andrea Bargnani, Marco Belinelli, Gianluca Basile, Massimo Bulleri, Stefano Mancinelli, Denis Marconato, Matteo Soragna, Marco Mordente, Angelo Gigli, Fabio Di Bella, Andrea Crosariol, Luigi Datome. Entrenador: Carlo Recalcati
- EuroBasket 2011: finalizó 20° de 24 equipos.

Antonio Maestranzi, Marco Carraretto, Stefano Mancinelli, Andrea Bargnani, Danilo Gallinari, Marco Mordente, Andrea Cinciarini, Marco Belinelli, Marco Cusin, Luigi Datome, Andrea Renzi, Daniel Hackett. Entrenador: Simone Pianigiani
- EuroBasket 2013: finalizó 8° de 24 equipos.

Pietro Aradori, Marco Belinelli, Andrea Cinciarini, Marco Cusin, Luigi Datome, Travis Diener, Alessandro Gentile, Daniele Magro, Nicolò Melli, Giuseppe Poeta, Guido Rosselli, Luca Vitali. Entrenador: Simone Pianigiani
- EuroBasket 2015: finalizó 6° de 24 equipos.

Amedeo Della Valle, Marco Belinelli, Pietro Aradori, Alessandro Gentile, Danilo Gallinari, Andrea Bargnani, Marco Cusin, Luigi Datome, Nicolò Melli, Andrea Cinciarini, Daniel Hackett, Achille Polonara. Entrenador: Simone Pianigiani
- Torneo Preolímpico 2016 (Turín): finalizó 2° de 6 equipos.

Giuseppe Poeta, Marco Belinelli, Pietro Aradori, Alessandro Gentile, Andrea Bargnani, Danilo Gallinari, Nicolò Melli, Marco Cusin, Luigi Datome, Riccardo Cervi, Daniel Hackett, Stefano Tonut. Entrenador: Ettore Messina
- EuroBasket 2017: finalizó 7° de 24 equipos.

Daniel Hackett, Marco Belinelli, Pietro Aradori, Ariel Filloy, Paul Biligha, Nicolò Melli, Marco Cusin, Andrea Cinciarini, Awudu Abass, Filippo Baldi Rossi, Christian Burns, Luigi Datome. Entrenador: Ettore Messina
- Copa Mundial 2019: finalizó 10° de 32 equipos.

Amedeo Della Valle, Marco Belinelli, Alessandro Gentile, Paul Biligha, Luca Vitali, Danilo Gallinari, Daniel Hackett, Ariel Filloy, Jeff Brooks, Amedeo Tessitori, Awudu Abass, Luigi Datome. Entrenador: Romeo Sacchetti
- Juegos Olímpicos 2020 (Belgrado): finalizó 1° de 6 equipos.

Marco Spissu, Nico Mannion, Stefano Tonut, Danilo Gallinari, Nicolò Melli, Simone Fontecchio, Amedeo Tessitori, Giampaolo Ricci, Riccardo Moraschini, Michele Vitali, Achille Polonara, Alessandro Pajola. Entrenador: Romeo Sacchetti
- EuroBasket 2022: finalizó 8° de 24 equipos.

Marco Spissu, Nico Mannion, Paul Biligha, Stefano Tonut, Nicolò Melli, Simone Fontecchio, Amedeo Tessitori, Giampaolo Ricci, Tommaso Baldasso, Achille Polonara, Alessandro Pajola, Luigi Datome. Entrenador: Gianmarco Pozzecco
- Copa Mundial 2023: finalizó 8° de 32 equipos.

Marco Spissu, Stefano Tonut, Nicolò Melli, Simone Fontecchio, Giampaolo Ricci, Matteo Spagnolo, Achille Polonara, Mouhamet Diouf, Luca Severini, Gabriele Procida, Alessandro Pajola, Luigi Datome. Entrenador: Gianmarco Pozzecco

## Historial

### Copa Mundial
Resultado General: 7.º puesto
| Copa Mundial de Baloncesto |
| --- |
| - 1950: No calificó - 1954: No calificó - 1959: No calificó - 1963: 7° Lugar - 1967: 9° Lugar - 1970: 4° Lugar - 1974: No calificó - 1978: 4° Lugar - 1982: No calificó - 1986: 6° Lugar - 1990: 9° Lugar - 1994: No calificó - 1998: 6° Lugar - 2002: No calificó - 2006: 9° Lugar - 2010: No calificó - 2014: No calificó - 2019: 10° Lugar - 2023: 8° Lugar - 2027: TBD |

### Juegos Olímpicos
| Baloncesto en los Juegos Olímpicos |
| --- |
| - Berlín 1936: 7° Lugar - Londres 1948: 17° Lugar - Helsinki 1952: 17° Lugar - Melbourne 1956: No calificó - Roma 1960: 4° Lugar - Tokio 1964: 5° Lugar - México 1968: 8° Lugar - Múnich 1972: 4° Lugar - Montreal 1976: 5° Lugar - Moscú 1980: - Los Ángeles 1984: 5° Lugar - Seúl 1988: No calificó - Barcelona 1992: No calificó - Atlanta 1996: No calificó - Sídney 2000: 5° Lugar - Atenas 2004: - Pekín 2008: No calificó - Londres 2012: No calificó - Río 2016: No calificó - Tokio 2020: 5° Lugar - París 2024: No calificó |

### EuroBasket
| EuroBasket |
| --- |
| - 1935: 7° Lugar - 1937: - 1939: 6° Lugar - 1946: - 1947: 9° Lugar - 1949: No participó - 1951: 5° Lugar - 1953: 7° Lugar - 1955: 6° Lugar - 1957: 10° Lugar - 1959: 10° Lugar - 1961: No participó - 1963: 12° Lugar - 1965: 4° Lugar - 1967: 7° Lugar - 1969: 6° Lugar - 1971: - 1973: 5° Lugar - 1975: - 1977: 4° Lugar - 1979: 5° Lugar - 1981: 5° Lugar - 1983: - 1985: - 1987: 5° Lugar - 1989: 4° Lugar - 1991: - 1993: 9° Lugar - 1995: 5° Lugar - 1997: - 1999: - 2001: 11° Lugar - 2003: - 2005: 9° Lugar - 2007: 9° Lugar - 2009: No participó - 2011: 17° Lugar - 2013: 8° Lugar - 2015: 6° Lugar - 2017: 7° Lugar - 2022: 8° Lugar - 2025: TBD |

## Palmarés
- Juegos Olímpicos:
  -  Subcampeón (2): 1980, 2004

- EuroBasket:
  -   Campeón (2): 1983, 1999
  -  Subcampeón (4): 1937, 1946, 1991, 1997
  -  Tercer lugar (4): 1971, 1975, 1985, 2003

- Juegos Mediterráneos:
  -   Campeón (4): 1963, 1991, 1993, 2005
  -  Subcampeón (4): 1955, 1967, 1983, 1997
  -  Tercer lugar (3): 1951, 1975, 2001